# Església de Santa Maria de Sió
L'església de Santa Maria de Sió (en amhàric: ርዕሰ አድባራት ቅድስተ ቅዱሳን ድንግል ማሪያም ፅዮን, "Re-ese Adbarat Kidiste Kidusan Dingel Maryam Ts’iyon") és la més important d'Etiòpia; es troba a Axum, a la província de Tigre.
Construïda al segle IV durant el regnat d'Ezana, el primer emperador cristià d'Etiòpia, l'església ha estat reconstruïda per Negus Gelawdéwos i Negus Fasiladas.
Segons la tradició, alberga l'Arca de l'Aliança, que va ser robada pel rei Menelik I.

## Història

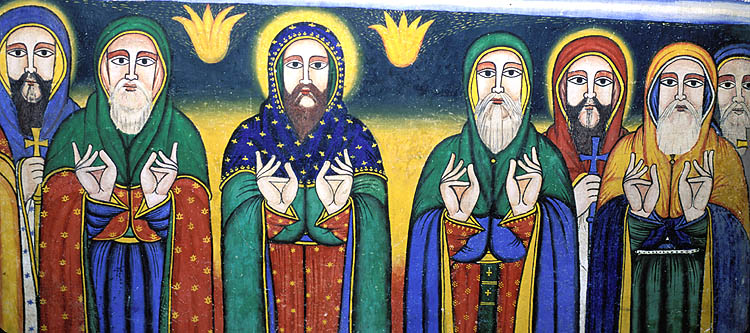
Els Nou Sants (7 a la foto) en un fresc de l'església de Santa Maria de Sió, a Axum

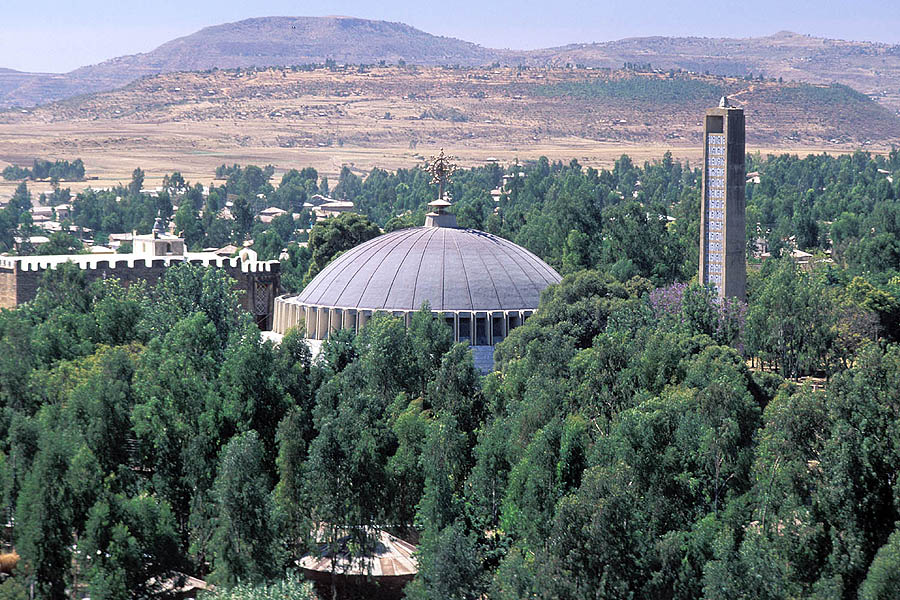
Nova església de Maryam Seyon (Santa Maria de Sió), construïda per Haile Selassie I a la dècada dels 1950

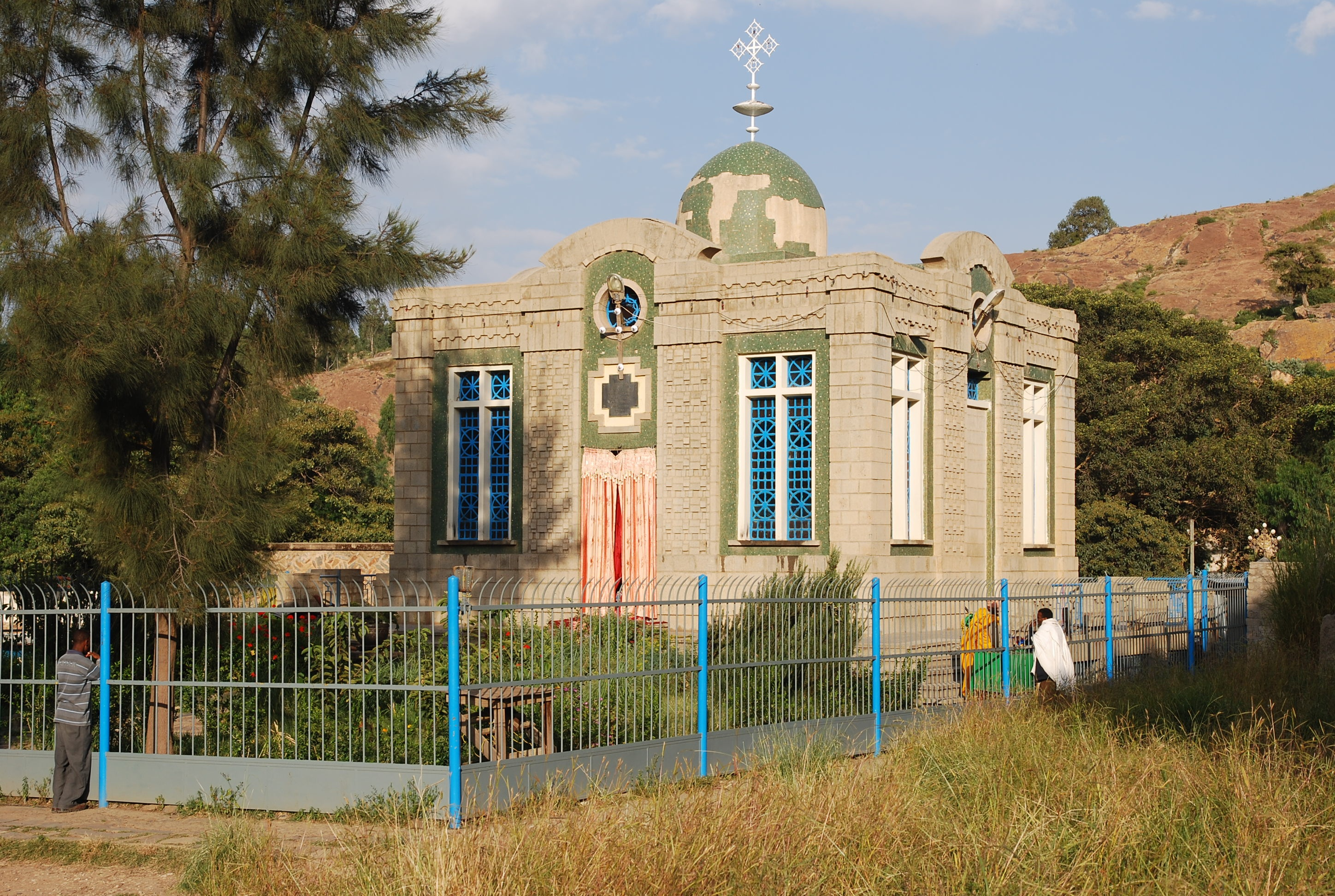
Capella de l'Arca de l'Aliança, al recinte de l'església de Santa Maria de Sió d'Axum

Des de la seua fundació durant l'episcopat de Frumenci (conegut a Etiòpia com a Abune Selama Kesatay Birhan o 'Pare nostre de la pau, el revelador de la llum'), l'església de Santa Maria de Sió ha estat destruïda i reconstruïda almenys dues vegades. Degué ser destruïda per primera vegada durant el regnat de la reina Gudit al segle X. La segona destrucció provada ocorregué al segle xvi a mans d'Ahmad ben Ibrahim Al-Ghazi; després la va reconstruir l'emperador Gelawdéwos, i fou ampliada per Fasilades al segle XVII.
Santa Maria de Sió era el lloc tradicional on els emperadors etíops eren coronats i designats amb el títol d'"Atse".
A començament del 1936, l'església va patir greus danys pels bombardeigs italians durant la Segona Guerra italoetíop. L'exèrcit italià també la va saquejar.
L'emperador Haile Selassie I va construir una catedral nova i moderna (inaugurada el 1964), oberta a hòmens i dones, al costat de l'antiga catedral de Santa Maria de Sió. L'antiga església només és accessible als hòmens. Maria, simbolitzada per l'Arca de l'Aliança, que es diu que es troba a la capella de l'església, és l'única dona que se'n permet entrar dins.
L'església és un important centre de pelegrinatge per als cristians ortodoxos etíops, sobretot durant un dels festivals més grans d'Etiòpia, el Maryam Zion, que té lloc el 30 novembre (corresponent al 21 Hidar segons el calendari etíop).

## L'Arca de l'Aliança
Santa Maria de Sió afirma preservar l'Arca de l'Aliança. Segons algunes històries, l'Arca fou traslladada a la Capella de la Tauleta, al costat de l'església vella, perquè una "calor divina" de les tauletes hauria esquerdat les pedres del santuari anterior. L'esposa de l'emperador Haile Selassie, l'emperadriu Menen Asfaw, pagà la construcció de la nova capella.
La tradició registrada al Kebra Nagast (La glòria dels reis, relat èpic del segle XIV que aplega llegendes populars etíops, tradicions bíbliques, talmúdiques i alcoràniques, associant-les a una missió divina de salvació) fa que els reis etíops siguen descendents del rei Salomó. Segons la llegenda, la reina de Sabà va tornar al seu regne embarassada i el seu fill, Menelik, el primer emperador d'Etiòpia, era fill de Salomó. La llegenda explica que el jove príncep fou educat a Jerusalem (Palestina) per aprendre de la saviesa de son pare i que allà va ser consagrat rei d'Etiòpia pel gran sacerdot del temple, Sadoc. Azariah, fill de Sadoc, va fer fer una còpia de l'Arca i se l'endugué a Etiòpia. Segons una altra tradició estesa a Axum, Menelik i els seus companys, dirigits per Azariah, haurien robat la veritable Arca del Temple de Jerusalem i, protegits per una tempesta que impedia als jueus perseguir-los, l'haurien duta a Axum. Segons la teoria pseudocientífica del periodista Graham Hancock, l'Arca fou duta a Elefantina (on hi havia una colònia jueva que tenia el seu temple dedicat a YHWH) pels levites per salvar-la del rei Manassés. Aquest temple, destruït cap al 400 ae, va ser portat pels sacerdots a Axum.
Només el monjo guardià pot veure l'arca, d'acord amb els relats bíblics que diuen que la vista de l'Arca, que es diu que és insuportablement radiant, mata els mortals vulgars. Aquesta manca d'accessibilitat i els dubtes sobre la llegenda en conjunt han portat alguns investigadors a expressar dubtes sobre la seua veracitat. El guardià de l'arca és nomenat de per vida pel seu predecessor abans de la mort d'aquest. Si el tutor mor sense nomenar-ne un successor, els monjos en trien un nou tutor. El guardià queda confinat a la capella de l'Arca de l'Aliança per a la resta de la vida, sense poder eixir, per a pregar i cremar encens. L'actual guardià de la capella es diu Abba Tesfa Mariam; n'és el trenté d'una llarga línia de guardians.
Durant certes festes religioses (sobretot l'Epifania), se'n feren rèpliques de les taules de la Llei, els tabots, de les esglésies etíops. Embolicats en teles precioses, els porta al cap un sacerdot en processó al voltant del santuari.